# Chongwenmen-Kirche

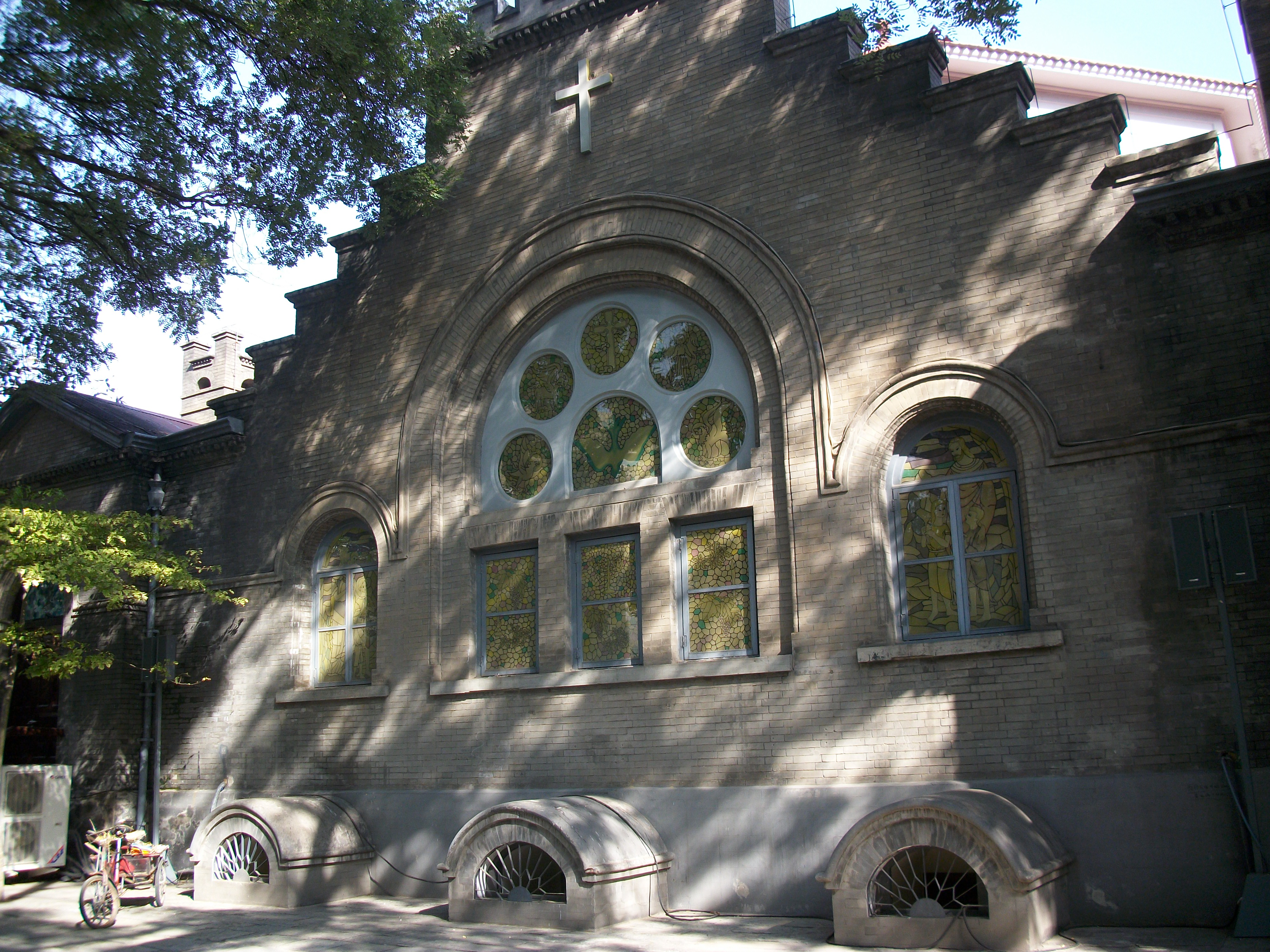
Chongwenmen-Kirche

Die Chongwenmen-Kirche (chinesisch 北京基督教會崇文門堂, Pinyin Běijīng jīdū jiàohuì Chóngwénmén táng, englisch Beijing Chongwenmen Christian Church) bzw. kurz (崇文門教堂,  Chóngwénmén jiàotáng, englisch Chongwenmen Church) oder Asbury-Kirche (亚斯立堂,  Yàsīlì táng, englisch Asbury Church / Yasili Church) ist eine evangelische Kirche der Amerikanischen Methodisten in Peking, Volksrepublik China. Sie befindet sich in der Straße Hougou Hutong (2D) im Pekinger Stadtbezirk Dongcheng.  
Das ursprüngliche Gebäude wurde im Jahr 1870 in der Zeit der Qing-Dynastie errichtet, die Kirche brannte 1900, im 26. Jahr der Regierungsepoche Guangxu, ab und wurde 1903 wiedererrichtet.
1982 wurde die Chongwenmen-Kirche nach längerer Pause wiedereröffnet.
Sie ist das größte protestantische Kirchengebäude auf dem Gebiet der Stadt Peking, sie beherbergt die größte protestantische Gemeinde in China (Beijing Christian Council).
Seit 2006 steht sie auf der Liste der Denkmäler der Volksrepublik China in Peking (6-876).